# Tracy Cortez
Tracy Cortez (Phoenix, 10 de dezembro de 1993) é uma lutadora Americana de artes marciais mistas, luta na categoria peso-mosca feminino do Ultimate Fighting Championship.

## Antecedentes
Cortez nasceu em Phoenix, Arizona. Ela tem três irmãos, Jose Cortez, J.R. Cortez e Abraham Cortez. Aos 14 anos de idade, ela começou a treinar MMA após assistir uma luta do seu irmão mais velho Jose, que tinha o sonho de ser lutador do UFC. Na época ele lutou contra Drew Fickett, ex-lutador do UFC. Jose venceu por decisão dividida porém teve que se aposentar das lutas após começar a apresentar problemas cardiovasculares, posteriormente vindo a desenvolver um câncer. Ele faleceu em 2011. Cortez tem uma tatuagem em homenagem ao irmão no braço. Ela sofreu de depressão após a perda do irmão mas conseguiu superar a doença com ajuda de Henry Cejudo e Angel Cejudo, que eram melhores amigos do seu irmão Jose.

## Carreira no MMA

### Ultimate Fighting Championship
Cortez fez sua estreia no UFC em 16 de novembro de 2019 no UFC Fight Night: Błachowicz vs. Jacaré contra Vanessa Melo. Cortez venceu a luta por decisão unânime.

## Cartel no MMA
| Cartel no MMA   |            |           |
| 10 lutas        | 9 vitórias | 1 derrota |
| Por nocaute     | 1          | 0         |
| Por finalização | 1          | 1         |
| Por decisão     | 7          | 0         |

| Res.    | Cartel | Oponente             | Método                   | Evento                                   | Data       | Round | Tempo | Local                 | Notas                                 |
| ------- | ------ | -------------------- | ------------------------ | ---------------------------------------- | ---------- | ----- | ----- | --------------------- | ------------------------------------- |
| Vitória | 11-1   | Jasmine Jasudavicius | Decisão (unânime)        | UFC Fight Night: Grasso vs. Shevchenko 2 | 16/09/2023 | 3     | 5:00  | Paradise, Nevada      |                                       |
| Vitória | 10-1   | Melissa Gatto        | Decisão (unânime)        | UFC 274: Oliveira vs. Gaethje            | 07/05/2022 | 3     | 5:00  | Phoenix, Arizona      |                                       |
| Vitória | 9-1    | Justine Kish         | Decisão (dividida)       | UFC on ESPN: Whittaker vs. Gastelum      | 17/04/2021 | 3     | 5:00  | Las Vegas, Nevada     | Retorno ao Peso Mosca.                |
| Vitória | 8-1    | Stephanie Egger      | Decisão (unânime)        | UFC Fight Night: Moraes vs. Sandhagen    | 10/10/2020 | 3     | 5:00  | Abu Dhabi             |                                       |
| Vitória | 7-1    | Vanessa Melo         | Decisão (unânime)        | UFC Fight Night: Błachowicz vs. Jacaré   | 16/11/2019 | 3     | 5:00  | São Paulo             | Estreia no UFC; Estreia no Peso Galo. |
| Vitória | 6-1    | Mariya Agapova       | Decisão (unânime)        | Dana White's Contender Series 22         | 30/07/2019 | 3     | 5:00  | Las Vegas, Nevada     |                                       |
| Vitória | 5-1    | Erin Blanchfield     | Decisão (dividida)       | Invicta FC 34: Porto vs. Gonzalez        | 15/02/2019 | 3     | 5:00  | Kansas City, Missouri |                                       |
| Vitória | 4-1    | Karen Cedillo        | Nocaute Técnico (socos)  | Combate Americas: Alday vs. Lopez        | 14/09/2018 | 2     | 3:53  | Phoenix, Arizona      |                                       |
| Vitória | 3-1    | Monica Medina        | Finalização (mata leão)  | V3 Fights 69                             | 16/06/2018 | 1     | 4:27  | Memphis, Tennessee    |                                       |
| Vitória | 2-1    | Kaytlin Neil         | Decisão (unânime)        | Invicta FC 28: Mizuki vs. Jandiroba      | 24/03/2018 | 3     | 5:00  | Salt Lake City, Utah  |                                       |
| Vitória | 1-1    | Roxanne Ceasear      | Decisão (unânime)        | World Fighting Federation 36             | 04/11/2017 | 3     | 5:00  | Chandler, Arizona     |                                       |
| Derrota | 0-1    | Cheri Muraski        | Finalização (guilhotina) | Invicta FC 25: Kunitskaya vs. Pa'aluhi   | 31/08/2017 | 2     | 2:42  | Lemoore, California   | Estreia no Peso Mosca.                |